# Anapolis AFB
Anapolis AFB (Anápolis Air Force Base, Anápolis AFB) är en flygbas i Brasilien.   Den ligger i kommunen Anápolis och delstaten Goiás, i den centrala delen av landet, 120 km väster om huvudstaden Brasília. Anapolis AFB ligger 1 136 meter över havet.
Terrängen runt Anapolis AFB är huvudsakligen platt, men åt sydväst är den kuperad. Anapolis AFB ligger uppe på en höjd. Runt Anapolis AFB är det tätbefolkat, med 550 invånare per kvadratkilometer.. Närmaste större samhälle är Anápolis, 10,9 km söder om Anapolis AFB.
Omgivningarna runt Anapolis AFB är huvudsakligen savann.